# Jiří Živný
Jiří Živný (24. května 1876 Královské Vinohrady – 9. července 1948 Praha) byl český dramatik a překladatel z angličtiny a francouzštiny. Civilním povoláním byl úředník. 

## Život
Narodil se v rodině stavitele Arnošta Živného (*1841) a manželky Ladislavy, rozené Kremličkové (*1851) na Královských Vinohradech. Byl nejstarší z pěti dětí. Později se rodina přestěhovala do Bubenče. Jiří Živný vystudoval nižší gymnázium a obchodní akademii. Poté pracoval jako úředník Městské spořitelny v Praze, kde dosáhl postavení vrchního pokladníka. V roce 1931 odešel do důchodu.
Byl pochován na pražských Olšanských hřbitovech.

## Dílo
Používal pseudonymy Jiří Almar, Almar, V. Jiřík a šifru J.Ž.

### Překlady
- Arthur Machen: Vnitřní světlo, Velký bůh Pan, KDA, svazek 12, Kamilla Neumannová, Praha 1905
- Walter Pater: Imaginární portraity, KDA, svazek 26-27, Kamilla Neumannová, Praha 1907
- Edgar Allan Poe: Bezpříkladné dobrodružství Hanse Pfalla, KDA, svazek 44, Kamilla Neumannová, Praha 1908
- Oscar Wilde: Básně v prose a jiné práce, (spolu s Arnoštem Procházkou) KDA, svazek 50, Kamilla Neumannová, Praha 1909
- Honoré de Balzac: Honorina, KDA, svazek 54, Kamilla Neumannová, Praha 1909
- Edgar Allan Poe: Démon perversity, KDA, svazek 56, Kamilla Neumannová, Praha 1909
- Edgar Allan Poe: Stín, KDA, svazek 129, Kamilla Neumannová, Praha 1915
- Edgar Allan Poe: Odcizený dopis, Zlatý chrobák, Von Kempelen a jeho objev, Mystifikace, KDA, svazek 147, Kamilla Neumannová, Praha 1917
- Edgar Allan Poe: Morella, KDA, svazek 171-171, Kamilla Neumannová, Praha 1919

### Ostatní
Je autorem tragikomedie Motýlek a aktovky Vyhnanci. Přispíval též do časopisu Moderní revue.